# Hamaland-Museum

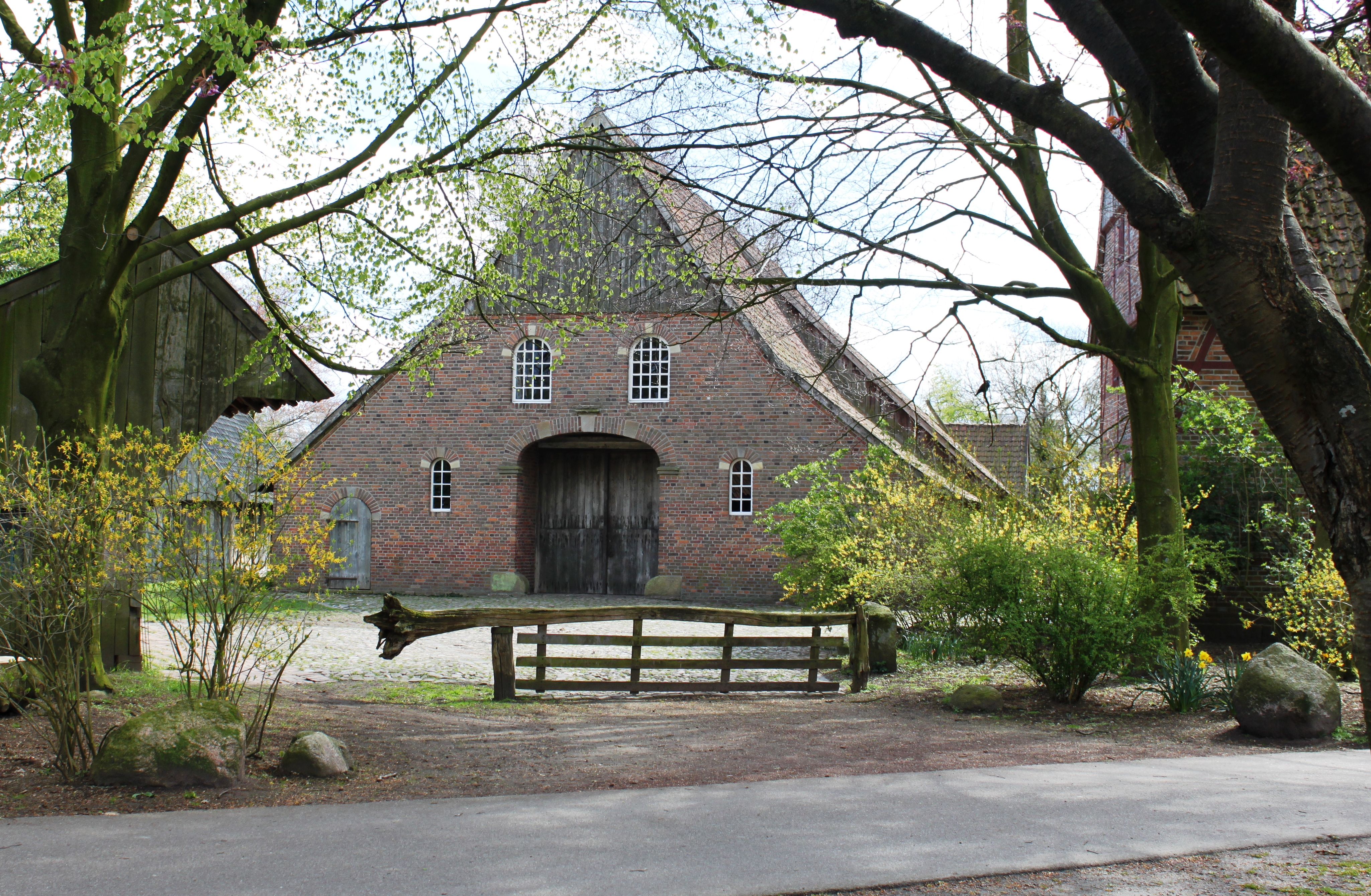
Hof Früchting, Teil der westfälischen Hofanlage des Hamaland-Museums in Vreden

Hamaland-Museum war der Name eines landes- und volkskundlichen Museums in Vreden im Münsterland. Der Name bezog sich auf das Hamaland, einen alten Gau bei Vreden. Das Museum ist 2017 im kult Westmünsterland aufgegangen.  

## Geschichte
Das ursprüngliche Museum wurde 1926 als „Heimatstube“ eingerichtet und 1938 am heutigen Standort des kult zum Hamaland-Museum ausgebaut. In den 1970er und 1990er Jahren wurde das Museum in zwei Etappen erweitert. Die letzte Erweiterung erfolgte ab 2015, wobei die Wiedereröffnung 2017 unter neuem Namen und Konzept erfolgte. Teile des Sammlung des Museums sind in die Dauerausstellung des kult einbezogen worden, andere Teile wurden eingelagert oder sind im kult im Schaudepot ausgestellt. 

## Historische Hofanlage
Das Bauernhaus-Museum ist ein Ensemble von derzeit elf historischen Gebäuden, die das ländliche Leben im Westmünsterland im 19. und frühen 20. Jahrhundert darstellen. Diese historische Hofanlage war ab 1969 Teil des ca. 300 Meter entfernten Hamaland-Museums. 
Das Bauernhaus-Museum wird seit 2019 von der Bürgerstiftung Vreden betrieben und ist seither vom Hamaland-Museum bzw. kult organisatorisch unabhängig.